# 1256
1256 (MCCLVI) fue un año bisiesto comenzado en sábado del calendario juliano.

## Acontecimientos
- 1 de abril - Alfonso X es proclamado emperador germánico por Arnaldo de Isenburg, el arzobispo de Tréveris. Esta designación no tuvo efecto por la oposición del resto de electores imperiales.
- 21 de agosto - El infante Jaime (Jaime II) es reconocido como el sucesor del reino de Mallorca.
- Se funda la ciudad de Leópolis, en la actual Ucrania, por el rey Daniel de Galitzia.

## Nacimientos
- Gertrudis de Helfta, monja cisterciense.

## Fallecimientos
- Ramón de Bonifaz, noble y marino español.